# Brottning vid olympiska sommarspelen 1924
Brottningen vid olympiska sommarspelen 1924 hölls i Paris och var uppdelat i två discipliner; grekisk-romersk stil och fristil. Fristilen hölls mellan 11 och 14 juli, och grekisk-romersk stil mellan 6 och 10 juni. Tävlingarna var endast öppna för män. 

## Medaljer

### Medaljsummering
| Plac. | Land           | Guld | Silver | Brons | Totalt antal medaljer |
| ----- | -------------- | ---- | ------ | ----- | --------------------- |
| 1     | Finland        | 4    | 7      | 5     | 16                    |
| 2     | USA            | 4    | 1      | 1     | 6                     |
| 3     | Schweiz        | 2    | 1      | 2     | 5                     |
| 4     | Sverige        | 1    | 2      | 1     | 4                     |
| 5     | Estland        | 1    | 0      | 1     | 2                     |
| 6     | Frankrike      | 1    | 0      | 0     | 1                     |
| 7     | Ungern         | 0    | 1      | 1     | 2                     |
| 8     | Belgien        | 0    | 1      | 0     | 1                     |
| 9     | Storbritannien | 0    | 0      | 1     | 1                     |
| 9     | Japan          | 0    | 0      | 1     | 1                     |

## Medaljtabell

### Fristil, herrar
| Klass                     | Guld                         | Silver                    | Brons                            |
| Bantamvikt Detaljer...    | Kustaa Pihlajamäki · Finland | Kaarlo Mäkinen · Finland  | Bryan Hines · USA                |
| Fjädervikt Detaljer...    | Robin Reed · USA             | Chester Newton · USA      | Katsutoshi Naito · Japan         |
| Lättvikt Detaljer...      | Russell Vis · USA            | Volmar Wikström · Finland | Arvo Haavisto · Finland          |
| Weltervikt Detaljer...    | Hermann Gehri · Schweiz      | Eino Leino · Finland      | Otto Müller · Schweiz            |
| Mellanvikt Detaljer...    | Fritz Hagmann · Schweiz      | Pierre Ollivier · Belgien | Vilho Pekkala · Finland          |
| Lätt tungvikt Detaljer... | John Spellman · USA          | Rudolf Svensson · Sverige | Charles Courant · Schweiz        |
| Tungvikt Detaljer...      | Harry Steel · USA            | Henri Wernli · Schweiz    | Andrew McDonald · Storbritannien |

### Grekisk-romersk stil, herrar
| Klass                     | Guld                        | Silver                        | Brons                      |
| Bantamvikt Detaljer...    | Eduard Pütsep · Estland     | Anselm Ahlfors · Finland      | Väinö Ikonen · Finland     |
| Fjädervikt Detaljer...    | Kalle Anttila · Finland     | Aleksanteri Toivola · Finland | Eric Malmberg · Sverige    |
| Lättvikt Detaljer...      | Oskari Friman · Finland     | Lajos Keresztes · Ungern      | Källe Westerlund · Finland |
| Mellanvikt Detaljer...    | Edvard Westerlund · Finland | Arthur Lindfors · Finland     | Roman Steinberg · Estland  |
| Lätt tungvikt Detaljer... | Carl Westergren · Sverige   | Rudolf Svensson · Sverige     | Onni Pellinen · Finland    |
| Tungvikt Detaljer...      | Henri Deglane · Frankrike   | Edil Rosenqvist · Finland     | Rajmund Badó · Ungern      |